# Rakim Sanders
 (août 2017).
Si vous disposez d'ouvrages ou d'articles de référence ou si vous connaissez des sites web de qualité traitant du thème abordé ici, merci de compléter l'article en donnant les références utiles à sa vérifiabilité et en les liant à la section « Notes et références ».
Rakim Sanders, né le 8 juillet 1989 à Pawtucket, Rhode Island, est un joueur américain de basket-ball qui joue au poste d'ailier. Il mesure 1,96 m.

## Biographie
En 2012, Rakim Sanders joue sa dernière saison en NCAA avec une moyenne de 16,8 points et 8,3 rebonds par match avec les Stags de Fairfield. C'est un ailier physique, qui aide beaucoup au rebond et en défense.
Non choisi lors de la draft 2012 de la NBA, le Maccabi Tel-Aviv le recrute puis le prête au Hapoel Gilboa.
Il joue ensuite en Allemagne avec le Brose Baskets, puis en Italie avec le Dinamo Sassari. Lors de la saison 2014-2015, il est un des joueurs les plus en vue de l'équipe avec ses 12,3 points et 3,9 rebonds par match en championnat italien, et 13,4 points et 3 rebonds par match en Euroligue. Il remporte le championnat et la Coupe d'Italie avec le Dinamo Sassari.
En novembre 2015, il rejoint l'Olimpia Milan.
Le 30 juillet 2017, il signe un contrat d'un an avec le FC Barcelone. Avec le Barça, il remporte la Coupe d'Espagne en février 2018.

## Palmarès
- Championnat d'Italie : 2015, 2016
- Coupe d'Italie : 2015, 2016, 2017
- Supercoupe d'Italie : 2014, 2016
- Coupe d'Espagne : 2018